# Císařská louka

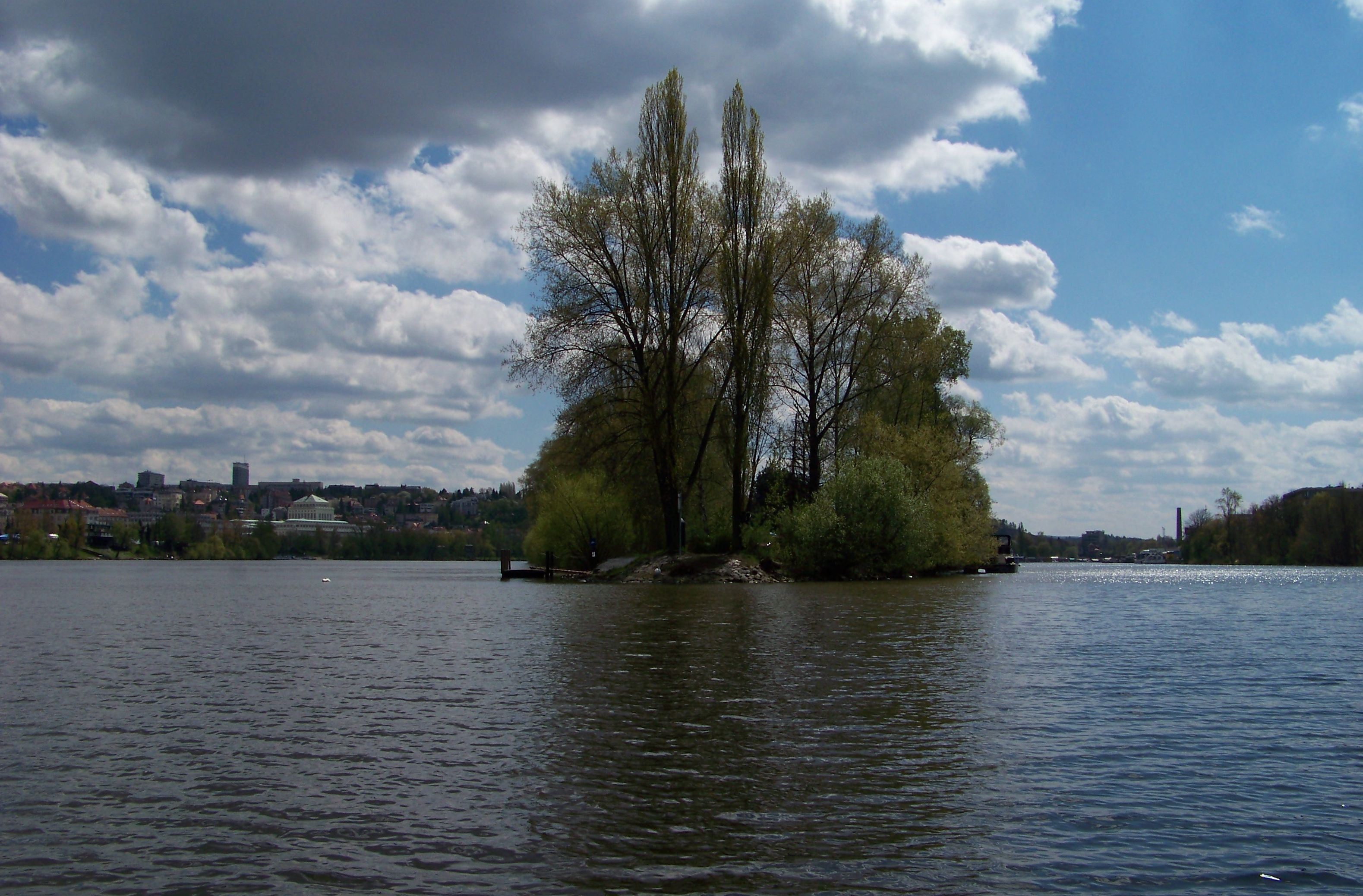
Císařská louka, pohled z přívozu proti proudu řeky

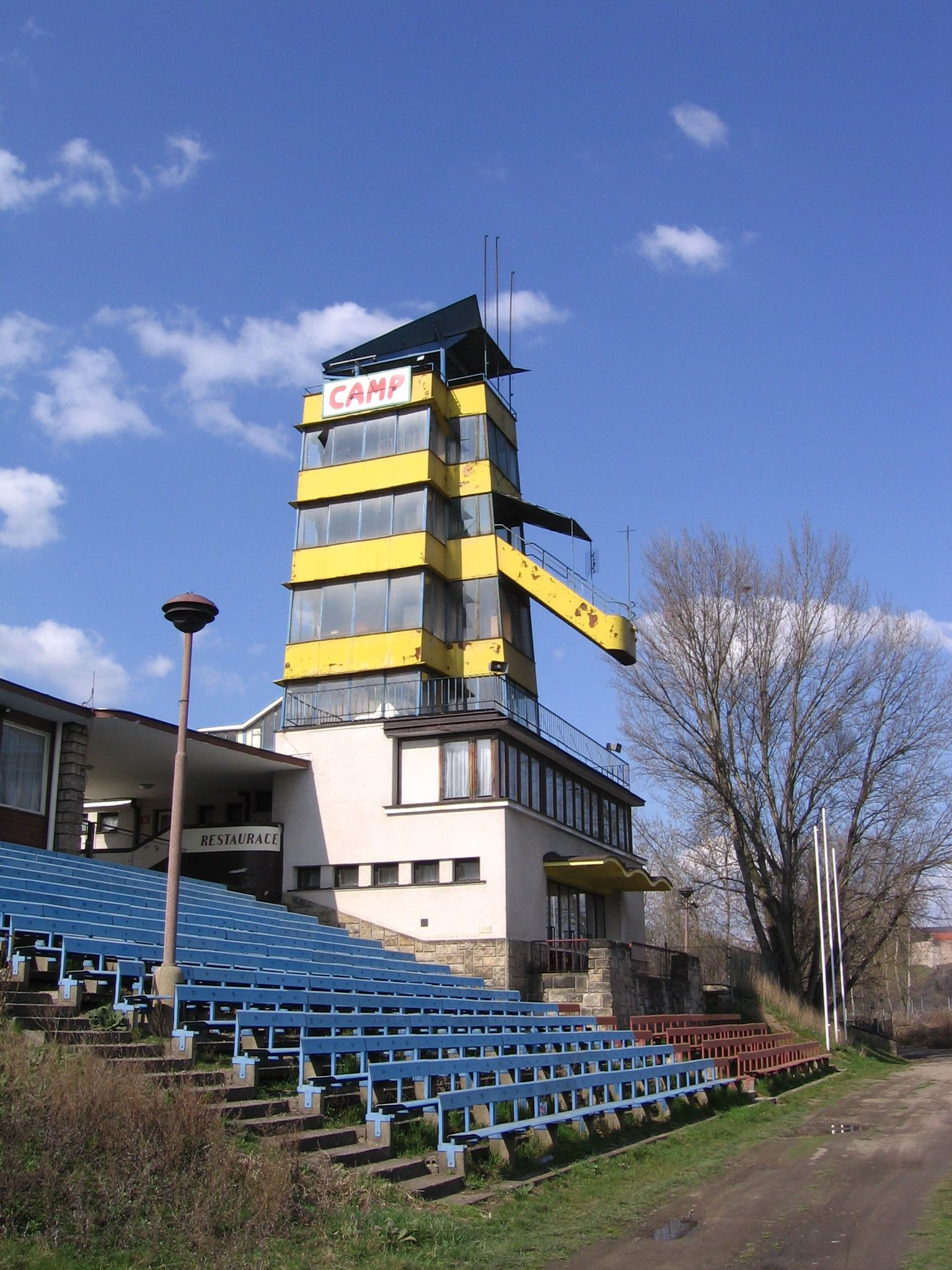
Rozhodcovská věž

Císařská louka je 1,7 km dlouhý vltavský uměle vzniklý ostrov v Praze-Smíchově, oddělený od levého (smíchovského) břehu Smíchovským přístavem.

## Historie
Původně se toto území nazývalo Královská louka. Byl to široký břeh, na němž se pravděpodobně konala velká korunovační hostina Václava II. roku 1297. V 19. století se louka stala oblíbeným výletním místem Pražanů. Konaly se zde společenské akce a sportovní zápasy včetně dostihů. Do konce 19. století se tu rýžovalo zlato.
Ostrovem se Císařská louka stala uměle vytěžením zeminy ze západní poloviny louky v letech 1899–1903, když zde byl budován Smíchovský přístav, původně přístav císaře Františka Josefa.

### Kolébka českého fotbalu
Významnou stopu zanechala Císařská louka v historii českého fotbalu. V roce 1893 se na Císařské louce hrálo vůbec první oficiální fotbalové utkání na území Čech. Tehdejší nejlepší klub Rakouska-Uherska Regatta tehdy porazil Loučeň 5:0. 29. března 1896 se na zdejším fotbalovém hřišti konalo první derby Slavie a Sparty. Vzájemná rivalita mezi oběma pražskými kluby vznikla po závěrečném hvizdu. Rozhodčí Josef Rössler-Ořovský uznal Spartě vstřelený gól, ale podle tehdejších pravidel museli oba kapitáni schválit regulérnost vstřelené branky. Slávistický kapitán se zdráhal schválit vstřelený gól Sparty a vzniká hádka, která končí tím, že se k sobě oba týmy obracejí zády a opouštějí hřiště. První derby pražských „S“ tak končí 0:0. Utkání a následnému incidentu přihlíželo podle historických pramenů 121 platících diváků.
Až do roku 2012 na ostrově hrál domácí zápasy klub FC Radlice. Vlastník pozemků na Císařské louce, kterým je akciová společnost České přístavy, se rozhodl hřiště zrušit. Problém nastal v roce 2012, kdy po deseti letech vypršela nájemní smlouva, podle které platil radlický fotbalový oddíl Českým přístavům 100 tisíc korun ročně. Při vyjednávání nové smlouvy měl náhle FC Radlice platit ročně 600 tisíc korun. Likvidační výše nájemného vedla k ukončení fotbalové činnosti nejen na Císařské louce, ale i samotného radlického klubu. Na místě, kde se psala historie českého fotbalu, dnes funguje golfové odpaliště.

## Současnost
V současnosti se na ostrově nachází přístav malých plavidel, tábořiště karavanů, restaurace Cinda, golfové odpaliště a další sportovní plochy.

## Přístupnost a doprava
Z oblasti Císařské louky byly ještě před vznikem ostrova provozovány historické přívozy jednak do Podolí (doložen již roku 1222, s přerušeními, naposledy doložen 1950) a také k Vyšehradu (doložen 1420 až 1962).
Ostrov je přístupný na jižním konci mostem ze Smíchova, souběžně s ním vedl původně i most železniční vlečky.
Severní konec ostrova se Smíchovem v některých obdobích spojoval přívoz, doložen je v letech 1903–1986 přes ústí přístavu, od roku 1991 jako provizorium od ulice U Královské louky, od roku 2001 krátce v nové poloze. Motorový prám pro přepravu osob a jízdních kol naposledy provozovala loděnice na Císařské louce. V územním plánu se zde počítá s vybudováním lávky.
Od letní sezony 2008 má na ostrově přístaviště i přívoz P5 Pražské integrované dopravy.

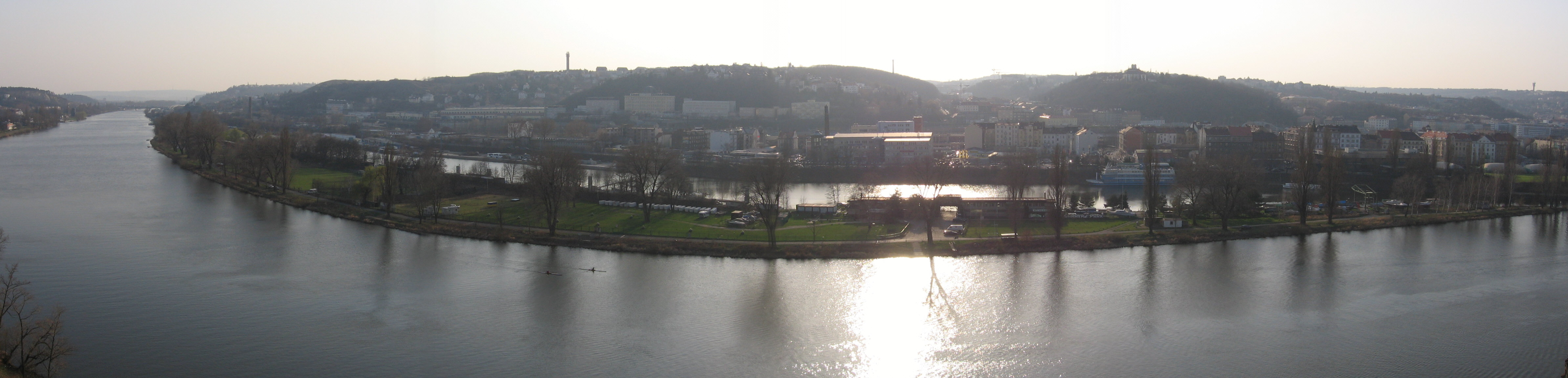
Panorama ostrova z Vyšehradu